# Highjump-Archipel
Der Highjump-Archipel ist eine Gruppe von felsigen Inseln, Felsriffen und Eishöhen, die vor den Küsten des ostantarktischen Wilkeslands und Königin-Marie-Lands eine Fläche von 80 km Länge und 8 bis 24 km Breite einnehmen. Der Archipel liegt hauptsächlich nördlich der Bunger Hills und reicht von den Taylor-Inseln unmittelbar nordwestlich des Kap Hordern bis zu einer markanten Gruppe von Eishöhen, die ungefähr westlich des Kap Elliott enden. Neben den Taylor-Inseln gehören die Thomas-Insel, die Fuller-Insel, die Foster-Insel, die Dieglman-Insel, die Currituck-Insel, die Tschorny-Insel und die Mariner-Inseln zum Archipel.
Das Gebiet wurde anhand von Luftaufnahmen kartografisch erfasst, die bei der vom US-amerikanischen Polarforscher Richard Evelyn Byrd geleiteten Operation Highjump (1946–1947) entstanden. Das Advisory Committee on Antarctic Names benannte den Archipel 1955 nach Byrds Expedition.